# جواد الشيخ
جواد شيخ (مكتوب أيضًا جافيد وجاويد ؛ من مواليد 8 أكتوبر 1954) هو ممثل ومخرج سينمائي ومنتج باكستاني يعمل في لوليوود وبوليوود . اشتهر بالعمل في الأفلام الهندية أوم شانتي أوم ، My الاسم أنتوني غونسالفيس، ناماستي لندن ، إلخ.
في عام 2005، تحول إلى التمثيل في أفلام بوليوود وظهر في أفلام مثل شيخار (2005) وجان إي مان (2006).  في عام 2007 ظهر
| سنة  | أفلام                | الدور (الأدوار) | ملحوظات           |
| ---- | -------------------- | --------------- | ----------------- |
| 1995 | مشكيل                |                 | [ 3 ]             |
| 1996 | الزعيم صاحب          |                 | [ 3 ]             |
| 1997 | أجل يا رئيس          |                 |                   |
| 1998 | كاهين بيار نا هو جاي |                 |                   |
| 2002 | يه ديل آب كا هوا     | جمال            | [ 3 ] [ 4 ]       |
| 2018 | خولاي أسمان كي نيشاي |                 | [ 4 ]             |
| 2018 | وجود                 |                 | [ 3 ] [ 5 ] [ 4 ] |

### كممثل سينمائي
| يشير إلى فيلم/مسلسل، يُعرض حاليًا في السينما/على الهواء |
| يدل على العمل الذي لم يتم إصداره بعد                  |